# Cole (Oklahoma)
Cole è un comune degli Stati Uniti d'America, situato nello Stato dell'Oklahoma, nella Contea di McClain.